# Замойский дворец в Варшаве
Замойский дворец, также доходный дом графа Анджея Замойского — комплекс из двух соединённых между собой зданий, расположенных на ул. Новы Свят 67 и 69 в Варшаве.

## История

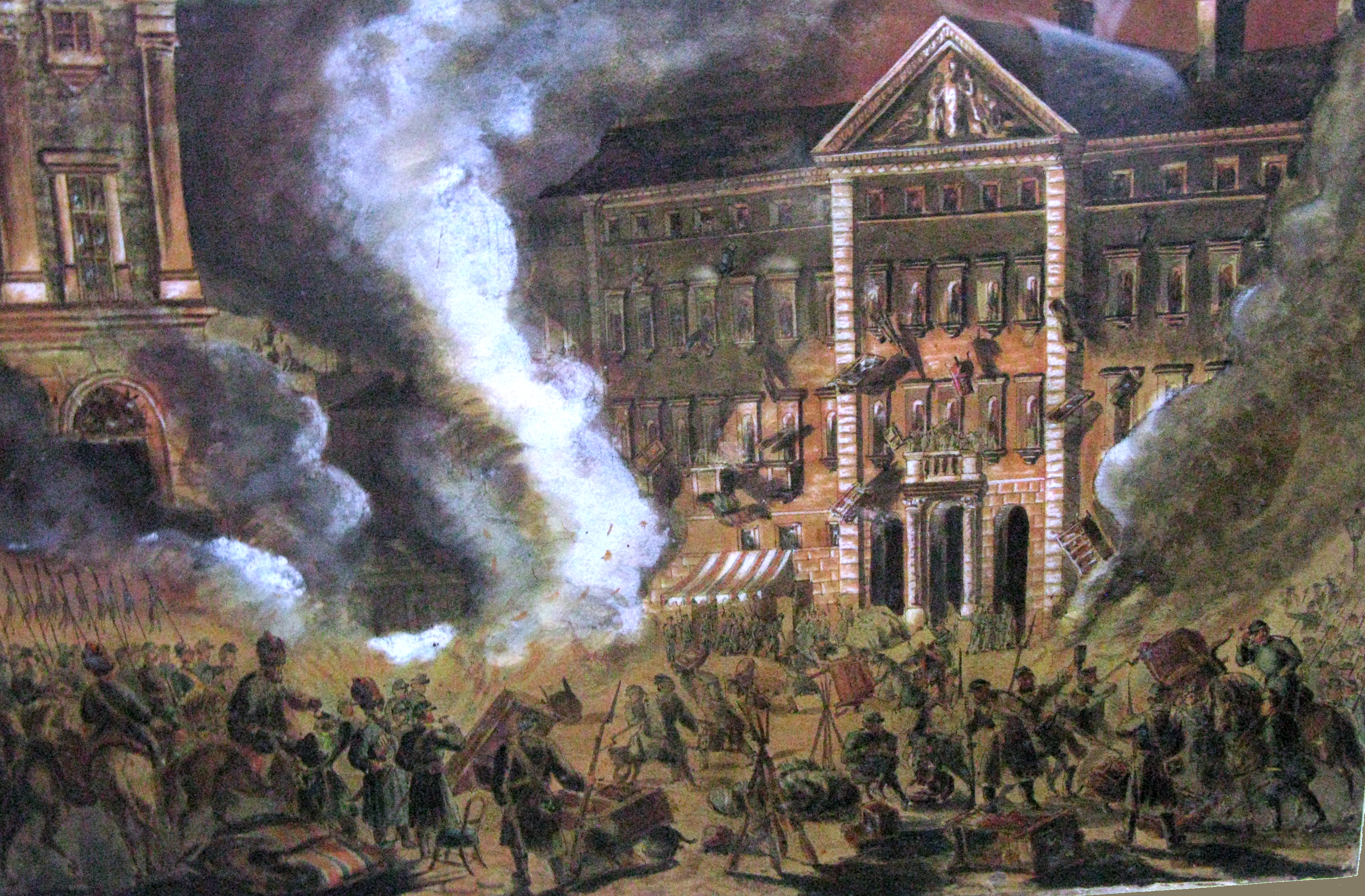
Российская армия снесла дворец после нападения на Федора Берга в 1863 году.

С 1667 года владельцем земель в этой области был Ян Велёпольский. Вскоре он построил здесь дворец и разбил вокруг него сад.
В 1744—1745 годах по просьбе наследников Яна Велёпольского была проведена реконструкция по проекту Петра Хю. Вскоре владельцем здания стал Франциск Ксаверий Браницкий, который поручил Шимону Богумилу Цугу провести ремонтные работы.
В 1802 году дворец приобрела Анна Сапежина, урожденная Замойская. В то время в этом доме жил Станислав Сташич; здесь он также умер в 1826 году.
В 1839 году имение перешло в собственность Анджея Артура Замойского.
В 1843—1846 годах новый владелец перестроил его под руководством Генрика Маркони, который придал зданию роскошный вид. Его фасад подчеркивает тимпан, украшенный рельефами Павла Малинского, изображающими мифологические сцены.
19 сентября 1863 года из окна дворца сотрудники национальной жандармерии бросили несколько бомб в карету царского губернатора Федора Фёдоровича Берга, путешествовавшего по Новому свету, сам Берг не пострадал.
В отместку дворец был разграблен русскими солдатами. Имущество жителей было выброшено на мостовую, перенесено к памятнику Николаю Копернику и сожжено. Фортепиано композитора Фредерика Шопена было выброшено из квартиры сестры , Изабелы Барцинской, как это описал Циприан Камиль Норвид в стихотворении « Шопена Фортепян». Ценная библиотека и труды востоковеда Осипа Михайловича Ковалевского, жившего в доме Замойских, также были уничтожены.
С 1867 года во дворце размещалась резиденция Инженерного совета Варшавского военного округа.
В межвоенный период во дворце размещались Министерство внутренних дел (№ 69) и Главное управление национальной полиции (№ 67).
Во время обороны Варшавы в 1939 году, с первых дней сентября по 17 сентября, в этом здании находилось командование обороны Варшавы, о чем свидетельствует мемориальная доска из песчаника, открытая в 1950 году. 17 сентября штаб командования был перенесен в здание штаба ОПМ на углу улиц Маршалковской и Свентокшиской.
Дворец пострадал во время Варшавского восстания (1944). Это был укрепленный центр немецкого сопротивления. 23 августа 1944 г. был захвачен повстанцами.
Дворец был перестроен в 1948—1950 годах с изменениями по проекту Мечислава Кузьмы. По проекту в дворце размещались Факультет политических наук и международных исследований, Институт прикладных социальных наук, Факультет журналистики, информации и книговедения, а также факультет «Свободных искусств» Варшавского университета.
В 2001 году, к 180-летию со дня рождения Циприана Камиля Норвида, на здании были установлены мемориальные доски в память о поэте и гибели пианино Шопена.